# Rocco Schiavone (sèrie de televisió)
|  | Aquest article tracta sobre la sèrie de televisió. Si cerqueu personatge, vegeu «Rocco Schiavone». |

Rocco Schiavone és una sèrie televisiva italiana, títol original en italià Rocco Schiavone, produïda des de l'any 2016 i que es transmet pel canal Rai 2.
La sèrie està interpretada per l'actor Marco Giallini i està basada en les novel·les d'Antonio Manzini, el personatge principal de les quals és el viceqüestor de policia Rocco Schiavone, qui amb les seves pràctiques sempre està fregant l'il·legalitat.

## Argument
La sèrie segueix en Rocco Schiavone, viceqüestor de la Polizia di Stato italiana, qui va enviduar en el 2007 i va ser transferit de Roma, la seva ciutat natal, a Aosta per raons disciplinàries. Aquest trasllat canvia per complet la seva realitat i fa que tot sigui molt diferent a allò al que ell estava acostumat.
Malgrat haver estat portat a una realitat que no soporta, Schiavone fa la seva feina investigant els casos que trasbalsen la, en principi, tranquila Vall d'Aosta. El viceqüestor no dubta, si cal per la seva feina, en fregar els límits de la legalitat, o, fins i tot, trespassar-los.
Rocco es caracteritza per dos aspectes: el seu mal tarannà i per parlar imaginàriament amb la seva dona Marina, que va ser assassinada per un cas relacionat amb ell. Però Rocco continua enamorat i parla amb ella per explicar-li el seu dia a dia.

## Capítols
La sèrie es caracteritza pel fet que els episodis són més llargs de l'habitual a la televisió, i duren cap a una hora i mitja.
| Any d'estrena | Temporada | Número d'epìsodis | Episodis                                                                                            |
| ------------- | --------- | ----------------- | --------------------------------------------------------------------------------------------------- |
| 2016          | Primera   | 6                 | Pista negra La costola di Adamo Castore e Polluce Non è stagione Era di maggio Pulizie di primavera |
| 2018          | Segona    | 4                 | 7-7-2007 Tutta la verità Pulvis et Umbra Prima che il gallo canti                                   |
| 2019          | Tercera   | 4                 | La vita va avanti L'accattone Après la boule passe Fate il vostro giocco                            |
| 2021          | Cuarta    | 2                 | Rien ne va plus Ah l'amore, l'amore                                                                 |
| 2023          | Quinta    | 4                 | Il viaggio continua Chi parte e chi resta Punti di vista Vecchie conoscenze                         |
| Font: IMDb    |           |                   | |

## Personatges i actors

### Rocco Schiavone
Interpretat per Marco Giallini.

És el protagonista de la sèrie. Va néixer al Trastevere, a Roma. És el nou viceqüestor (o sotscap, càrrec que equival a l'anterior de comissari) de la policia estatal a la Vall d'Aosta. El seu trasllat de Roma a Aosta, amaga un càstic disciplinari. Va escollir la seva feina més per necessitat que per vocació, i manté amb ella una relació d'amor-odi. Malgrat això no es pot menystenir el seu talent i habilitat per a dur a terme les investigacions i resoldre els casos. Acostuma a fumar marihuana.
Acostuma a ser arrogant i despectiu tant amb els seus companys com amb els sospitosos i criminals. La seva còlera interior pot arribar a ser arbitrària, i fer-lo enfurismar-se per motius banals.
El canvi de ciutat no l'ha provat bé, en part perquè en treure'l de Roma, on portava anys treballant, no sap si pot actuar com ell acostuma. Per exemple fent justícia pel seu compte, com va fer amb Luigi Baiocchi, qui en venjança per ser investigat per Schiavone va assassinar la seva esposa, Marina; poc després Rocco el mata a ell.
La desaparició de Luigi Baiocchi fa que el seu germà Enzo, convençut de la culpabilitat de Schiavone, cerqui venjança, convertint-se en un dels fils conductors de la sèrie.
En l'ambit privat, malgrat que manté una relació amb Nora i existeix una evident atracció mútua amb Caterina, Rocco és incapaç d'oblidar la seva estimada dona, la Marina.

### Italo Perron
Interpretat per Ernesto D'Argenio. 

Nascut a la Vall d'Aosta, es convertirà en l'home de confiança de Rocco per la seva feina i, potser, per que com ell no va fer-se policia per lliure elecció. Després que acabi malament la relació sentimental que manté amb la Caterina, es refugia al joc (pòquer), cosa que li portarà problemes que resoldrà amb l'ajut de Schiavone.

### Caterina Rispoli
Interpretada per Claudia Vismara. 

Molt eficient, és la única dona de l'equip policial. Manté una relació sentimental amb Perron, que no acabarà gaire bé. També té una clara atracció per Schiavone. A la segona temporada de la sèrie es descobrirà que va estar enviada a Aosta per les altes esferes de la policia, per espiar Schiavone.

### Michele Deruta i Domenico D'Intino
Interpretats per Massimiliano Caprara i Christian Ginepro. 

Són els dos agents de la comissaria que donen el punt bufonesc a la sèrie. Són incompetents i sovint causen problemes que han de resoldre els seus companys. Tenen per malnom Stanlio e Ollio (Laurel i Hardy), i Rocco diu que són «el mitjà que Déu utilitza per castigar-me».

### Ugo Casella
Interpretat per Gino Nardella. 

Agent proper a la jubilació, però que fa una bona feina ajudant a Rocco amb la gestió de l'equip.

### Antonio Scipioni
Interpretat per Fabio La Fata (primera temporada) i Alberto Lo Porto (segona temporada i endavant).
 Brillant i diligent inspector adjunt sicilià.

### Sebastiano Cecchetti
Interpretat per Francesco Acquaroli.
 Amb Fabrizio "Brizio" Marchetti (Tullio Sorrentino) i Furio Latanzi (Mirko Frezza) forma el trio d'amics íntims de Rocco, des de la infància. Tots tres són delinqüents. Rocco recorre a ells per pressionar testimonis o per raons personals. Sebastiano perdrà la seva parella a mans d'Enzo Baiocchi.

### Alberto Fumagalli
Interpretat per Massimo Reale.
 Eficient patòleg d'origen florentí. Pot ser inquietant i sarcàstic, i es fa bon amic de Rocco.

### Maurizio Baldi
Interpretat per Filippo Dini.
 Jutge d'Aosta, malhumorat i amb fama de mig boig. Malgrat això de vegades protegirà Rocco de les conseqüències de les seves accions.

### Andrea Costa
Interpretat per Massimo Olcese.
 Cap superior de policia. Dur amb Schiavone.

### Marina
Interpretada per Isabella Ragonese (temporades de la 1 a la 4) i Miriam Dalmazio (cinquena temporada).
 Esposa de Rocco, assassinada fa uns anys en una emboscada, en revenja contra el policia. Sovint li pareix en forma d'al·lucinacions o somnis.

### Nora Tardioli
Interpretada per Francesca Cavallin.
 Nativa de la Vall d'Aosta. D'uns 40 anys, molt maca i mestressa d'una tenda de vestits de núvia, manté una breu relació amb Rocco.

### Anna Cuerubini
Interpretada per Marina Cappellini.
 Millor amiga de Nora, inicia una relació amb Rocco després que ho deixi amb Nora, però tampoc durarà gaire.

### Enzo Baiocchi
Interpretat per Adamo Dio.
 Escapa de la presó pern venjar el seu germà Luigi, assassinat per Rocco.

### Michela Gambino
Interpretada per Lorenza Indovina.
 Comissària de la policia científica, exuberant i excèntrica. Es fa amiga de Rocco i, malgrat que al principi discuteixen, acabarà tenint una relació sentimental amb Fumagalli.

### Gabriele
Interpretat per Carlo Ponti.
 Noi de quinze anys, viu a l'apartament de sobre de Schiavone, el qual l'acollirà sota la seva protecció, donat gairebé sempre està sol.

### Sandra Buccellato
Interpretada per Valeria Solarino.
 Periodista i exdona del comissari Costa. Acabarà sent molt amiga de Rocco.

### Cecilia Porta
Interpretada per Anna Bellato.
 Veïna de Rocco i mare de Gabriele. Molt sovint absent per qüestions de feina. Més endavant es descobrirà la seva ludopatia i el policia l'ajudarà.

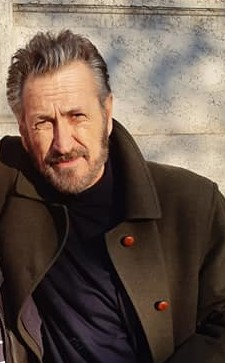
Marco Giallini interpreta Rocco Schiavone
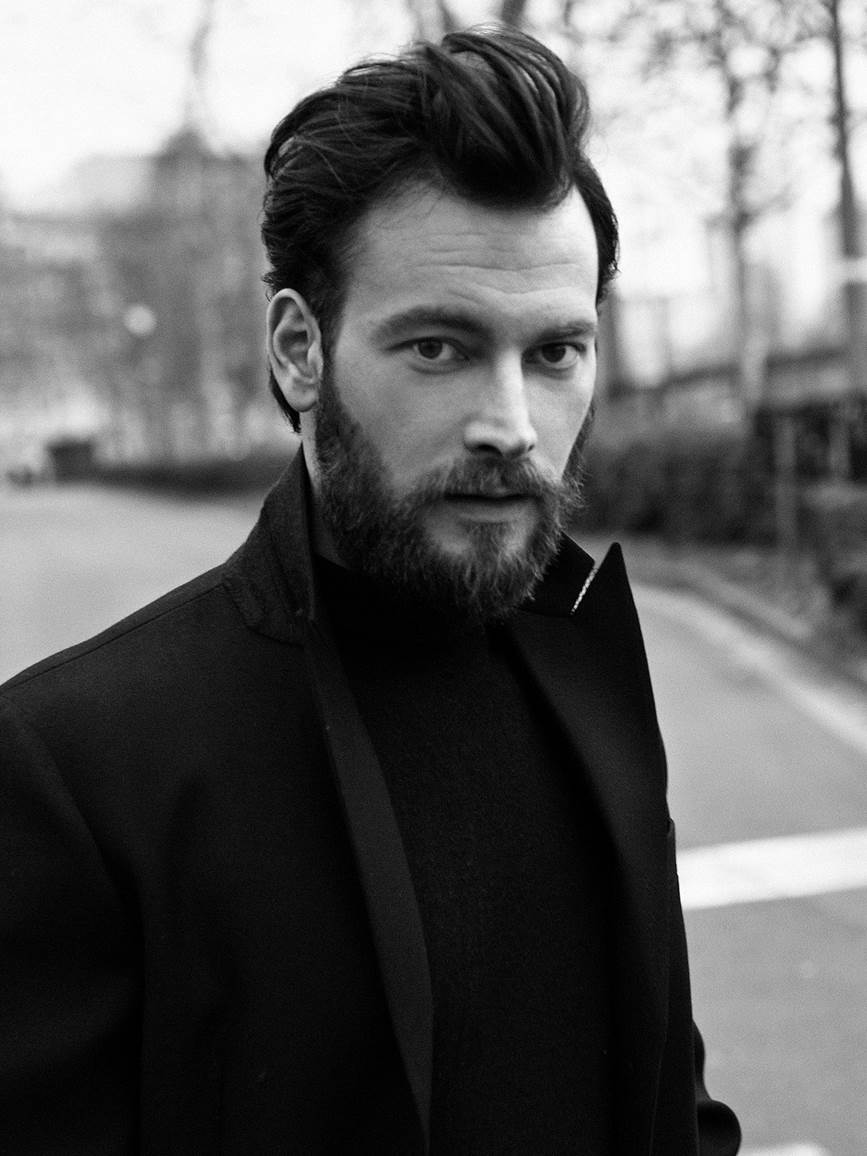
Ernesto D'Argenio interpreta Italo Pierron
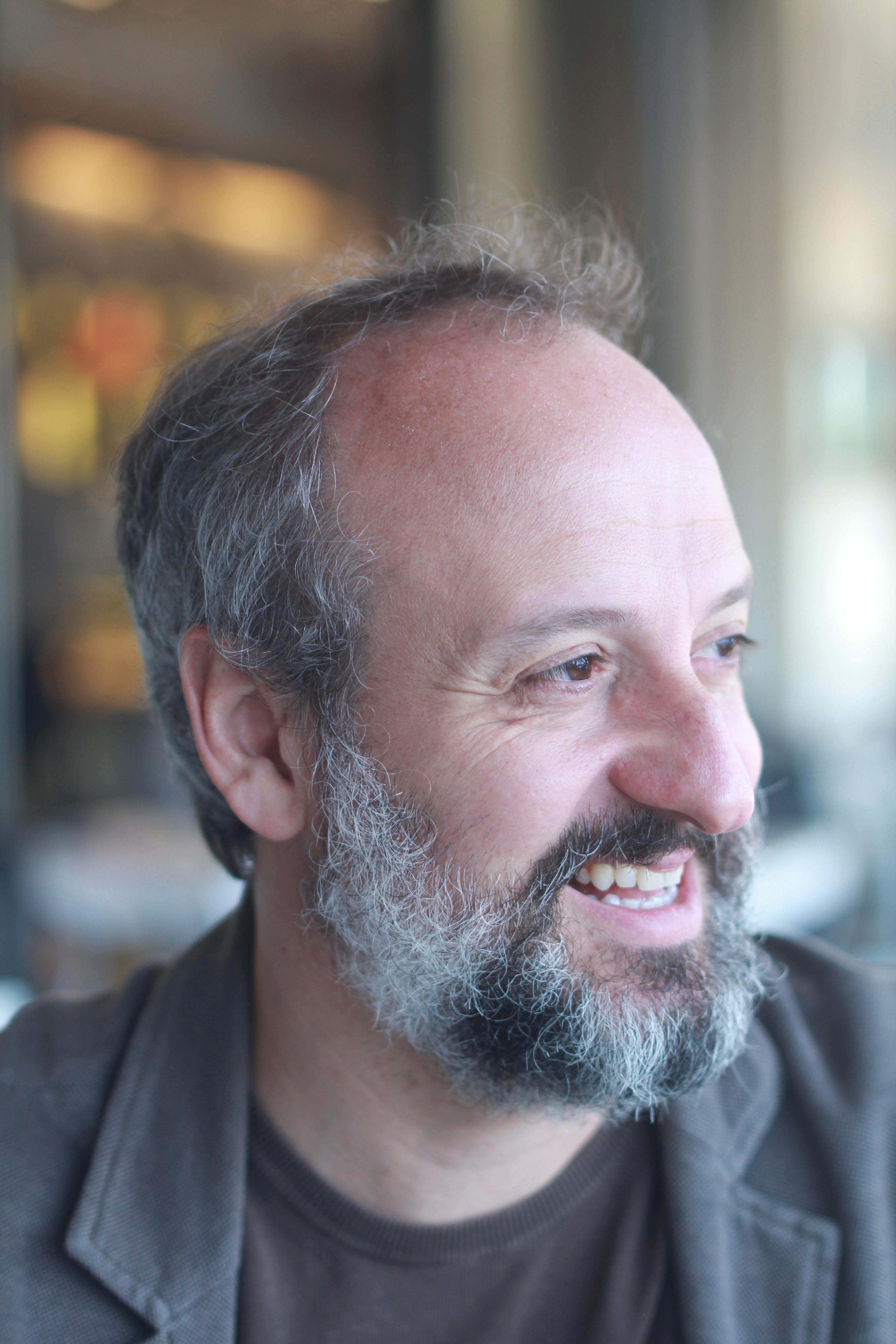
Christian Ginepro interpreta D'Intino
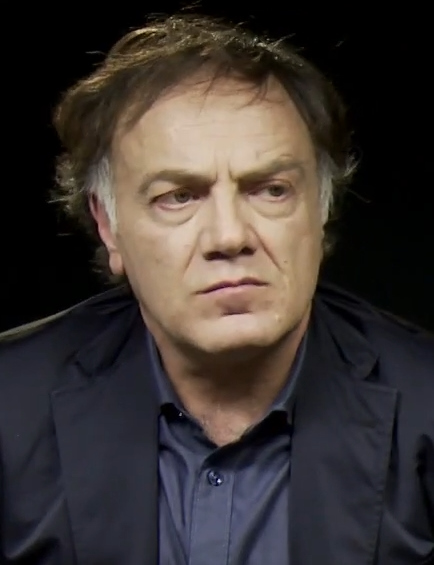
Francesco Acquaroli interpreta Sebastiano Carucci
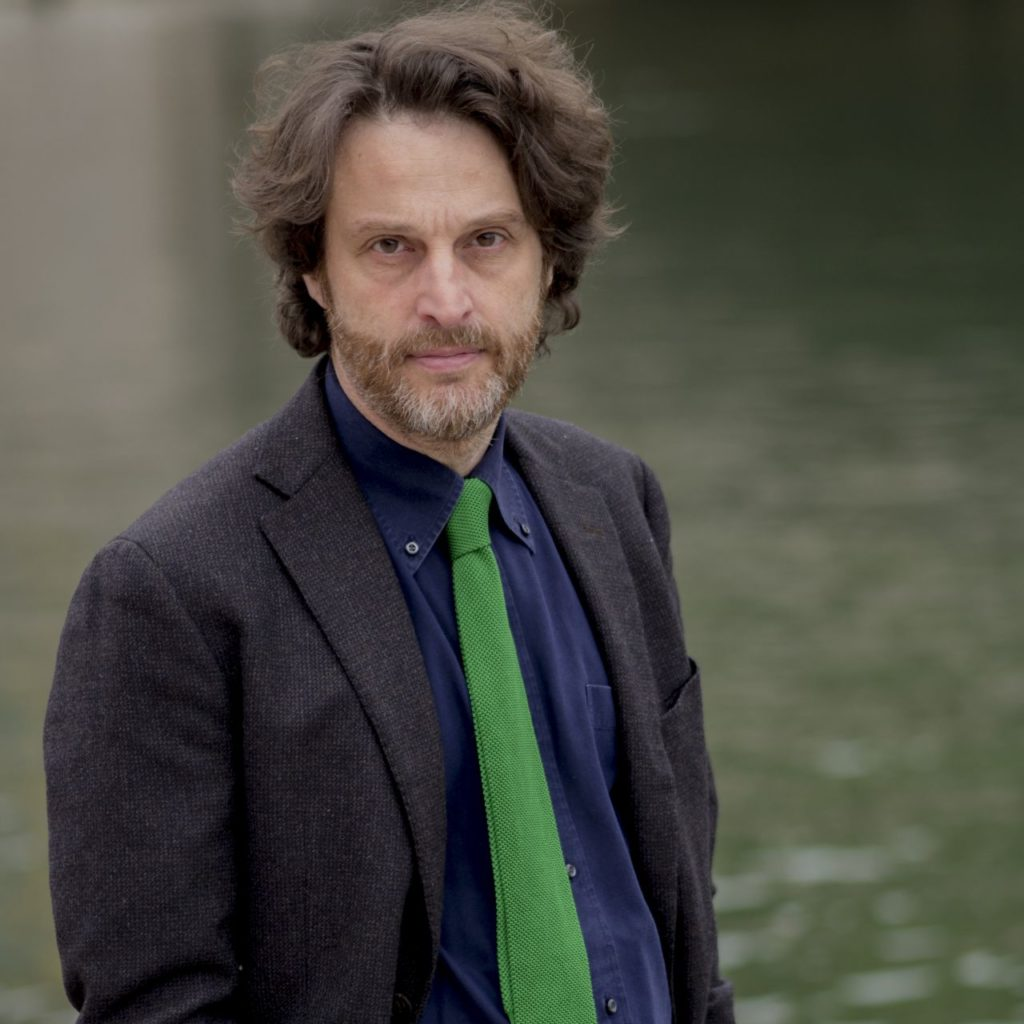
Massimo Reale interpreta Alberto Fumagalli
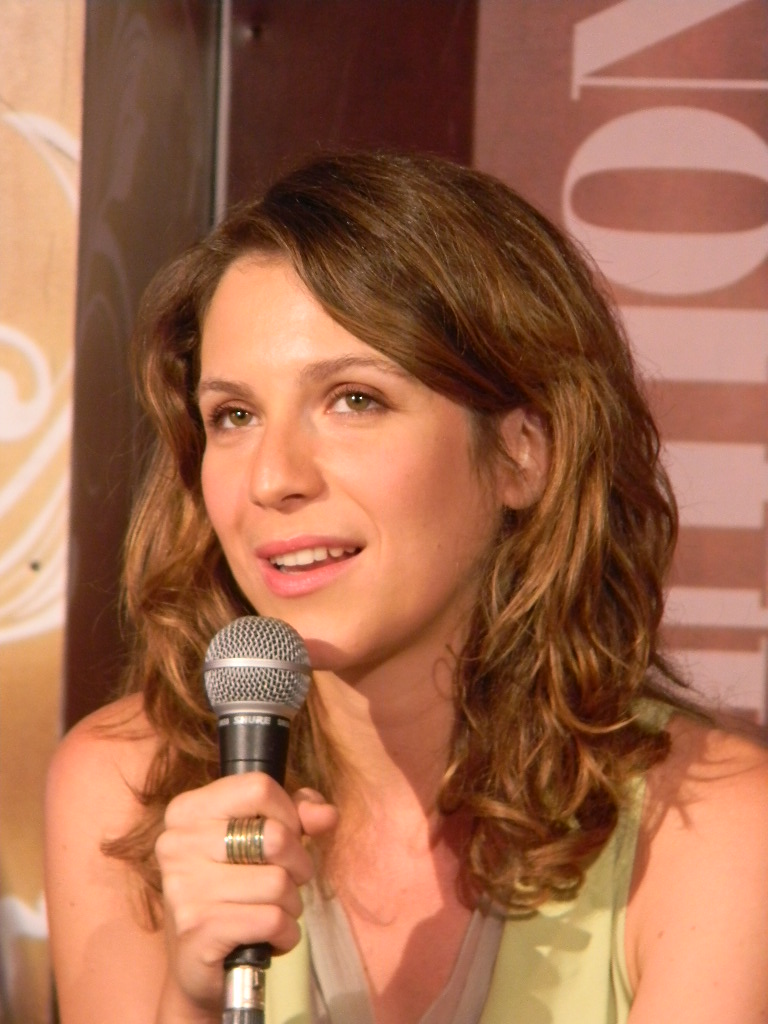
Isabella Ragonese interpreta Marina
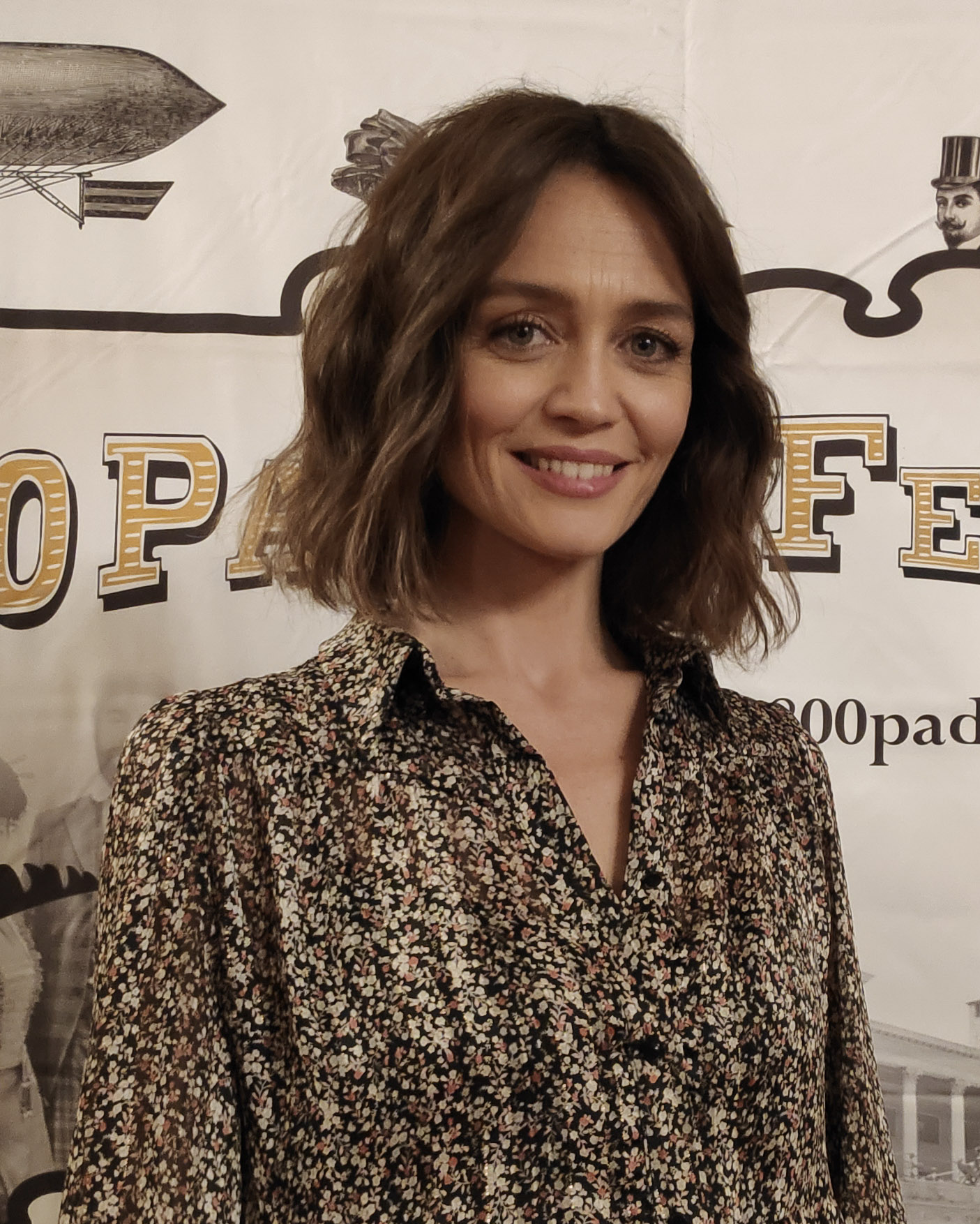
Francesca Cavallin interpreta Nora Tardioli
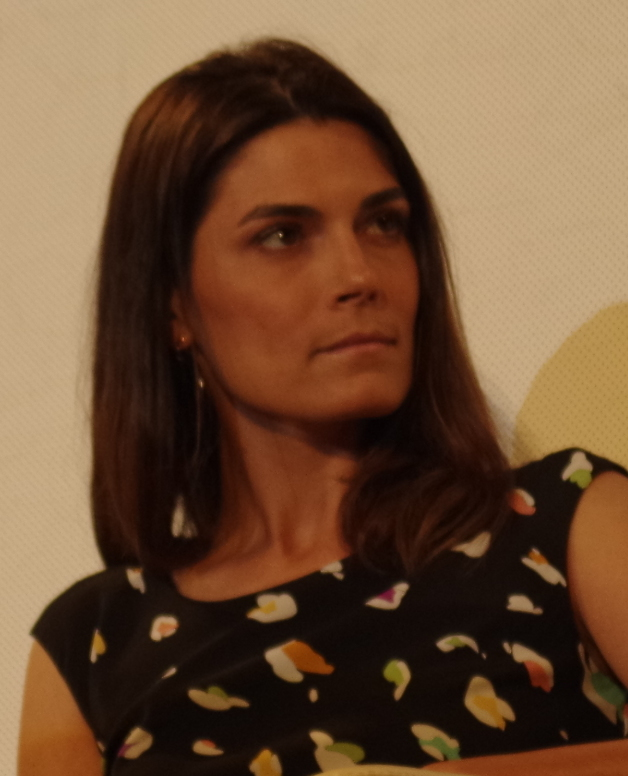
Valeria Solarino interpreta Sandra Buccellato

## Producció
La primera temporada de la sèrie, dirigida per Michele Soavi va assolir una mitjana de 3.3 milions d'espectadors, amb un 13% de quota. Gràcies a aquests resultats va ser renovada per una segona temporada, rodada entre octubre i desembre de 2017 i dirigida per Giulio Manfredonia.
El novembre de 2018 Antonio Manzini, guionista i creador del personatge, va anunciar una tercera temporada, dirigida per Simone Spada i que començaria a rodar-se el març de 2019. Es va anunciar el canvi d'emissió de Rai 2 a Rai Uno, però finalment no es va donar, i la temporada va ser emesa a partir d'octubre de 2019.
A finals del 2019 es va anunciar una quarta temporada, el rodatge de la qual es va veure afectat pel COVID-19 i finalment va tenir lloc entre juliol i setembre de 2020.
El rodatge de la cinquena temporada, de quatre capítols i també dirigida per Spada, va començar a febrer de 2022 i va ser emesa a partir d'abril de 2023. També en aquesta ocasió es va anunciar un canvi a Rai Uno que finalment no es va produir. El que si va canviar va ser l'actriu que interpretava a Marina, de Isabella Ragonese a Miriam Dalmazio.
El rodatge d'una sisena temporada va començar a març de 2024 a Aosta. En aquesta nova temporada el paper de Italo Perron passarà d'Ernesto D'Argenio a Paolo Bernardini.

## Distribució
La sèrie va ser comprada per la plataforma nord-americana Amazon Prime Video i va ser emesa sota el títol Rocco Schiavone: Ice Cold Murders.
A Espanya la sèrie ha estat emesa en castellà per la cadena AMC, amb el títol de Rocco.